# Laércio Gomes Costa
Laércio Gomes Costa – meglio noto come Laércio Carreirinha o Laércio – (Caiabu, 3 febbraio 1990) è un calciatore brasiliano, attaccante del Gaúcho.

## Palmarès

### Club

#### Competizioni statali
- Campionato Catarinense: 1

Avaí: 2012

#### Competizioni nazionali
- Coppa d'Armenia: 1

Banants: 2015-2016

### Individuale
- Capocannoniere della Coppa d'Armenia: 1

2015-2016 (5 reti)